# Негребівка
Негребі́вка — село в Україні, у Житомирському районі Житомирської області. Входить до складу Радомишльської міської громади. Населення становить 71 осіб.

## Історія
Містечко Негребці Київського повіту у першій половині XVII ст. було у власності Павла Негребецького.
Негребки, згадується в 1635 році як маєтність пана Олександра-Яна Негребовського гербу Сас (польськ. Aleksander-Jan Nehrebecki, h. Sas).
Наприкінці XVIII ст. Негребівка (польськ. Nehrebowka) у власності Адама Немирича.
За Л. І. Похилевичем, у 1864 році Негребівка належала Наталії Євграфівні Сикстель вдові статського радника — Олександра Христиановича фон Сикстеля (нім. Sykstel von).
Загалом в селі проживало 200 чоловік, серед яких було 100 чоловік православні, 72 — католики та 28 — юдеї.
13 листопада 1921 р. під час Листопадового рейду через Негребівка проходила Волинська група (командувач — Юрій Тютюнник) Армії Української Народної Республіки. Тут стався бій групи з загоном кінної розвідки 133-ї бригади 45-ї стрілецької дивізії московських військ.
У 1923—54 роках — адміністративний центр Негребівської сільської ради. До 2017 року орган місцевого самоуправління — Раковицька сільська рада.